# Saison 1 de Sons of Anarchy
Chronologie
Saison 2
Cet article présente le guide des épisodes de la première saison de la série télévisée américaine Sons of Anarchy.

## Distribution

### Acteurs principaux
- Charlie Hunnam (VF : Sébastien Desjours) : Jackson « Jax » Teller
- Katey Sagal (VF : Martine Meirhaeghe) : Gemma Teller Morrow
- Mark Boone Junior (VF : Sylvain Lemarié) : Robert « Bobby Elvis » Munson
- Kim Coates (VF : Gabriel Le Doze) : Alexander « Tig » Trager
- Tommy Flanagan (VF : Thierry Mercier) : Filip « Chibs » Telford
- Johnny Lewis (VF : Éric Daries) : Kip « Mi-Couille » Epps (dit « Prospect »)
- Maggie Siff (VF : Ariane Deviègue) : Dr Tara Knowles
- Ron Perlman (VF : Marc Alfos) : Clarence « Clay » Morrow

### Acteurs récurrents
- Dayton Callie (VF : Jean-Michel Farcy) : Wayne Unser, chef de la police
- Drea de Matteo (VF : Élisabeth Fargeot) : Wendy Case, l'ex de Jax
- Sprague Grayden (VF : Véronique Alycia) : Donna Winston, l'épouse d'Opie
- Ryan Hurst (VF : Jérôme Pauwels) : Harry « Opie » Winston
- Jay Karnes (VF : Cyrille Artaux) : Agent fédéral Josh Kohn
- William Lucking (VF : Patrice Melennec) : Piermont « Piney » Winston
- Theo Rossi (VF : Emmanuel Garijo) : Juan Carlos « Juice » Ortiz
- Taylor Sheridan (VF : Christophe Lemoine) : David Hale, chef-adjoint de la police
- Dendrie Taylor (VF : Catherine Lafond) : Luann Delaney, la femme d'Otto
- Ally Walker (VF : Marie-Laure Dougnac) : June Stahl

### Invités
- Kevin Alejandro : Esai Alvarez (épisodes 8, 9)
- Julie Ariola : Mary Winston, mère d'Opie (épisodes 11, 12, 13)
- Michele Boyd : une interne à l'hôpital (épisode 7)
- Jon Jon Briones : l'Elvis asiatique (épisode 1)
- Olivia Burnette : la "clocharde" (épisodes 12, 13)
- Francis Capra : Jesse Murphy, un membre des Mayans (épisode 8)
- James Carraway : Floyd (épisodes 2, 3, 7)
- Kevin Chapman : McKeavy (épisode 3)
- Kenneth Choi : Henry Lin (épisode 5)
- Liane Curtis : April Hobart (épisode 5)
- Marco De La Cruz : Estevez (épisode 12)
- Tim De Zarn : Nate Meineke (épisode 6)
- Tom Everett Scott : Rosen (épisodes 11, 13)
- Derwin Jordan : l'agent Smith (épisodes 10, 11, 12)
- Tory Kittles : Laroy Wayne (épisodes 1, 12, 13)
- Adrian La Tourelle : l'officier Craft (épisode 2, 9)
- David Labrava (VF : Yves-Henri Salerne) : « Happy » Lowman (épisodes 1, 4, 9, 10, 13)
- Judith Hoag : Karen Oswald (épisode 3)
- Liana Liberato : Tristen Oswald (épisode 3)
- Patrick St. Esprit : Elliot Oswald (épisodes 3, 13)
- Alice Lo : la propriétaire du restaurant (épisode 5)
- Taryn Manning : Cherry (épisodes 4, 6, 7, 10)
- Stuart McLean : Devon (épisode 8)
- Jamie McShane : Cameron Hayes (épisodes 8, 9, 10)
- Mircea Monroe : Susie (épisode 4)
- Keir O'Donnell : Lowell junior (épisodes 4, 7, 12, 13)
- Michael Marisi Ornstein : « Chucky » Chuck Marstein (épisode 5)
- Mitch Pileggi : Ernest Darby (épisodes 1, 2, 3, 8, 9)
- Glenn Plummer : le sheriff Vic Trammel (épisodes 1, 2, 6, 13)
- Emilio Rivera : Marcus Alvarez, Président des Mayans (épisodes 1, 2, 8, 9, 12)
- Sherrie Rose (en) : Emily Duncan (épisode 2)
- Bob Rush : Skeeter (épisode 2)
- Kurt Sutter : Otto Delaney (épisodes 5, 10) (non crédité)
- Brian Van Holt : Kyle (épisode 5)
- James Harvey Ward : Russell Meineke (épisode 6)
- Michael Shamus Wiles : Oncle Jury, le président du club des Devil's Tribe (épisode 4)
- Jim Cody Williams : Oncle Vinky (épisode 3)
- Jeff Wincott : Jimmy Cacuzza, un chef de la mafia (épisode 2)

## Synopsis
La première saison pose les relations entre les personnages, les rivalités internes et entre les gangs, les rapports avec les autorités (police locale et agents fédéraux de l'ATF) et met en place l'intrigue générale de la place du club dans la ville, et dans une région en plein développement économique.

## Épisodes

### Épisode 1:Une ville de chaos
- États-Unis : 3 septembre 2008 sur FX
- France : 9 octobre 2009 sur M6
- Québec : 15 janvier 2013 sur AddikTV[1]

- États-Unis : 2,53 millions de téléspectateurs[2] (première diffusion)
- France : 2,15 millions de téléspectateurs[3] (première diffusion)

- Les Sons of Anarchy peuvent aussi être dénommés SOA ou SAMCRO (Sons of Anarchy Motor Club Redwood Original).
- La musique entendue dans cet épisode est Hard Row des The Black Keys.

### Épisode 2:Le Sang et les balles
- États-Unis : 10 septembre 2008 sur FX
- France : 16 octobre 2009 sur M6
- Québec : 22 janvier 2013 sur AddikTV

- États-Unis : 2,2 millions de téléspectateurs[2] (première diffusion)
- France : 1,74 million de téléspectateurs[4] (première diffusion)

### Épisode 3:Chasse à l'homme
- États-Unis : 17 septembre 2008 sur FX
- France : 23 octobre 2009 sur M6
- Québec : 29 janvier 2013 sur AddikTV

- États-Unis : 2,1 millions de téléspectateurs[2] (première diffusion)
- France : 1,6 million de téléspectateurs[5] (première diffusion)

### Épisode 4:Unification
- États-Unis : 24 septembre 2008 sur FX
- France : 30 octobre 2009 sur M6
- Québec : 5 février 2013 sur AddikTV

- États-Unis : 2,25 millions de téléspectateurs
- France : 1,92 million de téléspectateurs[6]

### Épisode 5:Retour de flammes
- États-Unis : 1er octobre 2008 sur FX
- France : 6 novembre 2009 sur M6
- Québec : 12 février 2013 sur AddikTV

- États-Unis : 2,19 millions de téléspectateurs
- France : 1,98 million de téléspectateurs[7]

### Épisode 6:Frères d'armes
- États-Unis : 1er octobre 2008 sur FX
- France : 13 novembre 2009 sur M6
- Québec : 19 février 2013 sur AddikTV

- États-Unis : 2,09 millions de téléspectateurs
- France : 1,63 million de téléspectateurs[8]

Pour rendre service à son vieux copain de guerre Nate Meineke , Piney vend un certain nombre de fusils d' assaut AK-47 à la milice de droite de Meineke . Il se dirige vers les bois avec Jax pour rencontrer Meineke et son fils, Russell . Après avoir brièvement testé les armes sur des cibles, la milice achète les armes et s'en va. Ils utilisent ensuite les armes pour tendre une embuscade à un convoi de prisonniers et libérer l'un de leurs membres, Frank Cison. Une fusillade s'ensuit, entraînant la mort d'un policier charmant et de deux passants innocents. En fuyant, Meineke laisse tomber son téléphone portable sur les lieux, qui est retrouvé plus tard par l' agent ATF June Stahl . Elle découvre que le dernier appel du téléphone provenait du garage de Clay .
Le SAMCRO apprend la nouvelle du jailbreak le lendemain. Juice revient d' Indian Hills avec les fusils, et Cherry , dans son camion. Clay dit à Juice d'avoir amené Cherry à Charming, car il ne veut pas d'une femme avec qui il a récemment couché près de sa femme. Cependant, Juice lui dit qu'elle veut seulement voir Half-Sack . Gemma déduit de la réaction de colère de Clay envers Cherry qu'ils ont couché ensemble sur la route. Elle déplore ensuite la situation lors d'une conversation avec Luann, en disant "Ce qui se passe lors d'une course reste lors d'une course. Il ne se présente pas et ne me gifle pas dans le putain de visage!".
Peu de temps après, les forces de l'ordre font une descente dans le club-house et arrêtent Clay pour avoir aidé et encouragé un triple homicide. Au poste de police, Stahl dit à Clay qu'elle sait que SAMCRO a fourni les armes utilisées lors de l'évasion et qu'elle aura bientôt un mandat pour fouiller le garage du club, où les armes sont stockées. De retour au club-house, Piney admet qu'il a fait une erreur en vendant les armes, et il ne l'a fait que parce que Meineke est un ami. Après avoir pressé un shérif Trammel réticent pour obtenir des informations, Jax apprend que l'ATF sera de retour avec un mandat de perquisition et dit aux autres qu'ils devront se débarrasser des armes du garage.
Plus tard, Meineke contacte à nouveau Piney et organise une réunion dans la cachette boisée de la milice. Les Fils conviennent qu'ils devront tuer la milice pour les empêcher d'informer sur SAMCRO s'ils sont appréhendés. Le rendez-vous est fixé pour le lendemain. En attendant, avec une perquisition imminente de leur propriété, SAMCRO doit remettre les armes restantes aux One-Niners dès que possible. Ils chargent un camion septique avec les fusils et le chassent sous le nez d'un guetteur ATF. Lorsque l'ATF fouille le garage, ils ne trouvent rien. Cependant, les célébrations des Sons sont de courte durée lorsqu'ils apprennent que Laroy ne veut plus acheter les armes.
Alors que Gemma marche dans la rue à Charming, elle remarque que Cherry s'approche dans la direction opposée. Dans un accès de rage, elle prend la planche à roulettes d'un adolescent , frappe Cherry au visage avec et est ensuite arrêtée. Alors qu'il est interrogé par Hale, Clay remarque que Gemma est amenée pour réservation et apprend qu'elle a été arrêtée pour voies de fait. Clay et Gemma se livrent ensuite à une diffusion passionnée de leur linge sale alors qu'ils se disputent sur les problèmes impliquant Cherry devant l'ATF et la police. Clay est ensuite libéré et se dirige vers la cellule de détention pour parler à Gemma. Ils se réconcilient, mais Gemma refuse de verser une caution, expliquant qu'elle a besoin d'une nuit en prison pour se ressaisir car elle lutte avec les changements causés par la ménopause.

### Épisode 7:Notre parole, notre honneur
- États-Unis : 15 octobre 2008 sur FX
- France : 20 novembre 2009 sur M6
- Québec : 26 février 2013 sur AddikTV

- États-Unis : 1,87 million de téléspectateurs
- France : 1,98 million de téléspectateurs[9]

Des employés d'une entreprise de services publics travaillant près de l'autoroute 44 déterrent trois squelettes lors de la pose de tuyaux. Lorsque SAMCRO apprend la nouvelle, une réunion du club d'urgence est organisée. Clay dit à l'équipage que les corps sont des Mayas tués dans la guerre SAMCRO-Maya de 1991 , et qu'ils doivent empêcher leur identification. En vérité, cependant, l'un des corps appartient en fait à Lowell Harland, Sr., un mécanicien du garage de Clay qui a été tué pour être un " rat junkie ". Le fils de Lowell Sr., Lowell, Jr. , est maintenant aussi mécanicien au garage et ancien toxicomane. Tig est le seul détenteur de patch en plus de Clay qui sait que Lowell, Sr. a été assassiné.
Afin de lever des fonds pour acheter plus d'armes au Real IRA , le club décide d'inscrire Half-Sack à une compétition de boxe à mains nues . Half-Sack, l'ancien champion des poids légers , doit gagner ses cinq premiers combats puis plonger dans le sixième. Cela permettra à SAMCRO de parier sur son adversaire outsider et de gagner un gros gain. Il est formé par Chibs , qui vient de rentrer de son voyage avec Michael McKeavey . Chibs insiste sur le fait que Half-Sack n'a "pas d'alcool, pas d' herbe et pas de chatte". Cela signifie que Cherry doit être tenue à l'écart de lui. Pour tester sa loyauté envers Half-Sack, Bobbyessaie d'avoir des relations sexuelles avec Cherry chez lui, mais elle refuse ses avances.

### Épisode 8:Bloody Sunday
- États-Unis : 22 octobre 2008 sur FX
- France : 27 novembre 2009 sur M6
- Québec : 5 mars 2013 sur AddikTV

- États-Unis : 2,14 millions de téléspectateurs
- France : 1,8 million de téléspectateurs[10]

Darby reçoit une enveloppe de Kohn qui contient un dossier sur les relations de SAMCRO avec le l'IRA. Il organise une réunion avec Alvarez et lui propose de lui donner l'information si les Mayas tuent Clay , ce qui permettrait aux Nordiques de prendre pied à Charming tandis que les Mayas reprendraient le commerce des armes à feu . Alvarez hésite au début, mais Darby lui assure que les forces de l'ordre n'enquêteront pas de trop près car elles seront ravies que les criminels s'entretuent. Alvarez accepte l'offre et dit à son fils, Esai , de tuer Clay ainsi que Darby.
SAMCRO collecte les 70 000 $ nécessaires pour sécuriser une autre cargaison d'armes. Une partie importante de l'argent provient d'un Luann réticent , tandis que le reste arrive plus tard dans la journée lorsque Jax rencontre un chauffeur de camion sévèrement battu sur l'autoroute. Il dit que les Nordiques ont pris son camion-citerne parce qu'il leur doit de l'argent. Jax et Opie volent ensuite le camion et le revendent à Wayne Unser pour un prix cassé. Pendant ce temps, Half-Sack vole une ambulance sans surveillance dans le but de rembourser sa dette et de gagner son patch , mais le club rejette la cascade comme inutile et inutilement risquée. Jax se rend à l'hôpital pour rendre visite à Abel, qui, selon Tara , est en assez bonne santé pour que Jax puisse le tenir pour la première fois. Gemma craint que Jax et Tara ne renouvellent leur relation.
Clay et Tig ont organisé une réunion avec McKeavey dans un bar irlandais local . Ils sont plutôt accueillis par Cameron Hayes , le cousin de McKeavey, qui les informe que McKeavey a été battu à mort à Oakland sur les ordres du patron de l'autorité portuaire, Brenan Hefner . L'affaire se poursuit néanmoins, mais alors qu'ils lèvent leurs verres à leur camarade décédé, deux hommes armés mayas entrent par la porte. Ils tirent sur Clay mais sont abattus par Tig et le barman au fusil de chasse; Cameron reçoit une balle dans les fesses. Simultanément, les Mayas attaquent la maison de Darby et tirent sur un fantassin nordique et deux femmes, mais Darby survit et parvient à s'échapper.
Les Sons se rendent compte que les Mayas et les Nordiques sont alliés et que la guerre est imminente. Cependant, Clay et Tig s'inquiètent de l'engagement de Jax dans une guerre des gangs. Jax leur assure qu'il est pleinement engagé dans SAMCRO, mais exprime également ses inquiétudes face à la violence qui détruit le club. Clay décide d'appeler les dirigeants des Sons de Washington , de l'Utah et du Nevada dans le but d'éliminer les Mayas. Pendant ce temps, l'ambulance volée est utilisée pour amener Cameron au club-house pour un traitement médical. Jax dit qu'il obtiendra des fournitures médicales de Tara tandis que Chibs , un ancien médecin de l'armée britannique , effectuera l'opération pour retirer la balle.

### Épisode 9:Descente aux enfers
- États-Unis : 29 octobre 2008 sur FX
- France : 4 décembre 2009 sur M6
- Québec : 12 mars 2013 sur AddikTV

- États-Unis : 2,06 millions de téléspectateurs
- France : 1,63 million de téléspectateurs[11]

Le matin après avoir tiré sur Josh Kohn et couché avec Tara Knowles , Jax se rend dans les bois dans l'Oldsmobile Cutlass de Tara et enterre le corps de Kohn. De retour à la maison, Tara se regarde dans le miroir avec un regard noir puis court soudainement vers la salle de bain pour vomir. Elle regarde la tache de sang qui est toujours sur le sol de sa salle de bain et fond en larmes.
À la suite de l'échec de la tentative d'assassinat de Clay, les Sons se regroupent au club-house et envisagent leur prochain déménagement. L'état de Cameron s'aggrave et le club ne sait pas où se trouve Jax. Unser arrive alors. Avec les deux Mayas tués dans la fusillade du bar et deux femmes et un Nordique chez Darby , le nombre de morts pour la nuit précédente s'élève à cinq. Clay nie savoir quoi que ce soit sur les meurtres, mais Unser insiste pour qu'il descende au poste de police.
Gemma et Tig se présentent chez Tara à la recherche de Jax et le trouvent sain et sauf. Ils lui disent qu'il devrait aller au club-house et apporter plus de fournitures médicales. Ils sont également déçus qu'il préfère être avec sa petite amie qu'avec le club à un moment comme celui-ci. Gemma dit que s'il veut ressusciter le drame avec Tara, il doit le faire pendant son temps libre. Tig dit à Jax de ne jamais oublier sa première priorité. Cependant, il leur dit que ce n'est pas comme ça.
Au poste, Clay découvre que Darby est également en garde à vue. Darby dit à David Hale que les Mayas ont essayé de le tuer, pas SAMCRO . Hale lui dit qu'ils ont sa déclaration et qu'ils vont examiner son accusation. Darby est irrité par le commentaire et frappe Hale au visage. Les officiers le retiennent et Unser lui dit d'emmener Darby en détention. Darby crie des commentaires racistes et Unser lui demande s'il sait qu'il est marié à une "femme à la peau foncée". Darby dit qu'il le savait. Unser le frappe au ventre et les officiers l'emmènent.
Ailleurs, Jax et Tara se rencontrent à l'hôpital pour discuter de leur avenir à la lumière de la mort horrible de Kohn. Le couple se dirige ensuite vers le club-house où Tara soigne les blessures par balle de Cameron. Lorsqu'il se réveille après l'opération, Hayes offre aux fils l'argent qu'ils ont payé pour les armes plus un mois gratuit d'armes s'ils assassinent Brenan Hefner , le commissaire du port d'Oakland qui a tué Michael McKeavey , alors qu'il est sur le point de dénoncer un Envoi
d'armes à feu de l'IRA .
De retour au poste de police, Clay et Unser poursuivent leur conversation, et Unser avertit en outre Clay des effets d'une guerre de gangs à Charming . Unser allume un joint de marijuana et dit à Clay que c'est pour son cancer. Ensuite, un grondement de motos se fait entendre dans les rues, et Unser regarde pour voir les autres chapitres de SAMCRO entrer dans Charming. Clay dit qu'il n'y a qu'une chose qui peut faire que ça marche; il dit à Unser d'amener Marcus Alvarezà la gare pour que les chefs de gang fassent une trêve. Après avoir convaincu Darby de laisser SAMCRO gérer les représailles contre les Mayas, Clay rencontre Alvarez seul dans une cellule. Plutôt que de se venger, cependant, le président du club conclut un accord; les Fils commenceront à vendre des armes aux Mayas, et tous les différends Maya-SOA (sur le territoire, les entreprises, etc.) se termineront en faveur des Fils. Alvarez a également donné aux Sons la permission de tuer son fils Esai Alvarez, pour se venger de la tentative de coup sur Clay.
Clay est ensuite libéré de prison et convoque une réunion à Chapel. Il informe le reste du club des réunions qui ont eu lieu. Piney est contrarié que Clay ait pris une si grande décision sans appeler un vote du club, et Juice avertit Clay que les One-Niners ne seront pas contents que SAMCRO vende aux Mayas. Clay appelle alors un vote sur les Mayas, et Jax dit au groupe que les Niners n'ont jamais montré de loyauté envers le club de toute façon. Le club convient qu'ils devraient vendre aux Mayas, et Happy est élu pour mener à bien le coup sur Esai. Le club organise ensuite une fête pour célébrer la libération de Clay. Ils discutent de l'offre de Cameron et il est décidé que Jax, Bobby et Opiefera le coup. Opie se porte volontaire pour appuyer lui-même sur la gâchette pour prouver sa loyauté envers le club, qui a été remise en question récemment. Quand il quitte le club-house, la femme d'Opie, Donna , attend de le confronter, car il lui avait dit qu'il arrêterait son implication avec le club.
Le lendemain, Jax, Bobby et Opie se rendent au motel d'Oakland où Hefner voit sa maîtresse, une jeune fille noire de 17 ans nommée Eviqua Michaels . Opie attend devant la chambre de motel de Hefner, tandis que Jax et Bobby montent la garde. Lorsque Hefner quitte sa chambre, Opie se fige et Bobby est obligé d'intervenir et de tirer sur Hefner à bout portant avec un pistolet silencieux. Le trio s'enfuit alors, mais Eviqua a pu voir les tireurs.
Pendant ce temps, dans un parc, Alvarez rencontre son fils, Esai. Il lui dit qu'il n'est pas déçu par les coups qui tournent mal. Il lui dit qu'à cause de l'erreur, il a dû s'asseoir avec SAMCRO pour conclure un accord avec lui afin qu'ils puissent obtenir des armes à feu. Il dit à Esai que c'est grâce à lui qu'ils peuvent conclure l'affaire, et il est fier de lui. Ils vont chercher de la nourriture à un stand de concession. Alvarez embrasse son fils et lui dit qu'il l'aime. Soudain, le vendeur au stand se révèle être Happy et jette un pic à glace dans le cou d'Esai. Sur ce, Alvarez lui tend l'enveloppe et ils s'en vont.

### Épisode 10:Épouses et Concubines
- États-Unis : 5 novembre 2008 sur FX
- France : 11 décembre 2009 sur M6
- Québec : 19 mars 2013 sur AddikTV

- États-Unis : 2,14 millions de téléspectateurs
- France : 1,8 million de téléspectateurs[12]

L' ATF attaque le studio porno  Cara Cara . Luann dit à Stahl qu'ils n'ont aucune raison d'être là. Cependant, les fédéraux trouvent une réserve de drogue ("Viagra, poppers et coup") et Luann est accusé de possession avec intention de distribuer. À Teller-Morrow , Opie s'excuse auprès de Jax pour le coup de Brenan Hefner , disant qu'il n'était tout simplement pas prêt. Jax dit qu'il comprend, mais le reste du club peut ne pas le faire.
L'ATF prend le contrôle du bureau d' Unser au poste de police, à sa grande frustration. Stahl entre, avec Luann menotté, et dit à Unser qu'elle "empruntera [son] bureau pendant quelques semaines". Ils s'affrontent et elle se moque de la façon dont il traite SAMCRO . Il lui dit qu'elle ne sait rien du fonctionnement de Charming . Il part alors, et David Hale dit à Stahl qu'elle a eu tort de l'humilier comme ça. Au cours de cette conversation, il devient évident que Hale était celui qui a appelé l'ATF pour obtenir de l'aide pour faire tomber les motards. Ils discutent ensuite des relations de SAMCRO avec le True IRA, l'importation d'armes à feu dans des barils de pétrole de Dungloe, en Irlande et le récent meurtre de Hefner, mais le seul moyen d'obtenir des condamnations est d'utiliser la loi RICO , qui permet aux dirigeants d'un syndicat d'être jugés pour les crimes qu'ils ont ordonné à d'autres de commettre. Stahl pense qu'elle peut menacer Luann d'incarcération afin de faire pression sur Otto pour qu'il divulgue des informations sur SAMCRO, et peut-être faire de même avec Tara , Donna et Cherry .
SAMCRO emmène Cameron dans une cabane isolée dans les bois. Gemma lui apporte des provisions et le trouve en train de prier le chapelet. Hayes s'excuse et note qu'il a raté quelques dimanches, alors il a pensé qu'il ferait du rattrapage. Il demande si Gemma est catholique. Elle répond en lui disant qu'elle est tout ce qu'elle doit être et qu'elle croit en la famille plutôt qu'en Dieu. Clay téléphone alors et dit à Gemma de s'assurer que Hayes ne quitte pas la cabine car, comme Michael McKeavey , il est sur un certain nombre de listes de surveillance fédérales. Il dit également qu'il enverra Happy pour emmener Cameron hors du pays.
Au club-house, Opie dit à Clay et Bobbyqu'il est en retard sur ses factures et demande sa part du paiement pour le coup sur Hefner. Bobby dit qu'il remettra l'argent à Opie. Alors qu'Opie part, Clay et Bobby échangent un regard irrité. Opie arrive à la maison et trouve Donna en train de faire ses bagages et prête à partir. Il pose une enveloppe d'argent (son paiement pour le coup Hefner) sur la table et dit qu'elle devrait couvrir leur hypothèque pendant deux mois et "faire une brèche" dans certaines de leurs factures. Il lui demande pourquoi elle a décidé de partir maintenant et non quand il a été envoyé en prison. Elle lui dit que c'était parce que leurs enfants étaient des bébés à l'époque mais qu'ils ont besoin d'un père maintenant. Ils continuent de se disputer au sujet de son implication avec le club. Il dit qu'il ne quittera pas SAMCRO parce qu'il n'est pas le genre de gars qui peut frapper une horloge de 6h00 à 6h00. Le club est la façon dont il gagne de l'argent pour subvenir aux besoins de la famille.
Cherry rencontre Gemma dans une épicerie. Elle dit à Gemma qu'elle est "en quelque sorte mariée" et que son mari était violent, mais il ne voulait pas lui accorder le divorce alors elle a tout pris et est partie. Elle a également incendié leur appartement et est recherchée pour vol et incendie criminel au Nevada. Des agents de l'ATF arrivent au magasin pour arrêter Cherry, qui tente de s'échapper en frappant un agent au visage avec une boîte de conserve, mais est appréhendé à la porte d'entrée. Gemma n'essaie pas d'aider Cherry. Au poste de police, Stahl interroge Cherry sur le patch-over des Sons de The Devil's Tribe . Lorsque Cherry ne dit rien, Stahl la menace d'une peine de 25 ans de prison pour tentative de meurtre.
Clay convoque une réunion au club-house pour discuter des arrestations de Luann et Cherry. Unser est avec eux à la table et les informe que Stahl essaie d'utiliser la loi RICO pour arrêter SAMCRO pour racket. Jax propose un plan; Bobby et Tig commenceront une bagarre dans un bar local pour nettoyer le poste de policiers; Pendant ce temps, Jax et Opie iront dans la station pour dire à Luann qu'elle doit faire passer un message à Otto indiquant que Stahl essaie d'utiliser le statut RICO pour faire tomber SAMCRO. Luann devra dire à Otto qu'il ne peut donner aucune information aux fédéraux, pas même les faits apparemment non pertinents.
Stahl rend visite à Otto en prison et lui dit que Luann risque 10 ans de prison pour trafic de drogue; mais s'il donne des informations sur SAMCRO, elle laissera partir Luann et assistera Otto lors de sa prochaine audience de libération conditionnelle dans trois mois. Otto accepte l'accord, mais il le veut par écrit.
Cette nuit-là, Bobby, Tig et Piney vont dans un bar local et commandent des boissons. Au bout d'un moment, Tig s'approche d'un groupe et se présente. Il leur dit qu'il a une petite amie mexicaine et les informe que les gens à la table voisine parlent mal d'une des filles mexicaines du groupe. Piney se dirige vers l'autre table et leur dit qu'il a une fille de l'âge de l'une des personnes à leur table et que les personnes à l'autre table disent des choses grossières et dégoûtantes à son sujet. L'un des gars demande qui l'a dit, et Piney désigne Tig. Le gars se lève et Tig le frappe. Une bagarre éclate dans le bar et Bobby appelle les flics et leur dit de sortir.
Assis à l'extérieur du poste de police, Jax et Opie regardent les agents se précipiter hors du poste de police et partir. Jax change le plan et dit à Opie de rester dans le véhicule pour surveiller, envoyant clairement le message qu'Opie n'est pas prêt à aider. Unser déverrouille la porte des cellules et donne à Jax l'accès au Luann et Cherry. Jax dit à Luann que l'ATF l'utilise pour se rendre à Otto et elle l'informe qu'ils la laissent lui rendre visite demain. Jax lui dit alors de faire passer un message à Otto parce que l'ATF essaie d'utiliser la loi RICO contre le club; Otto ne peut rien dire aux fédéraux. Cherry dit à Jax qu'elle risque la prison au Nevada. Elle lui dit qu'elle craquera sous la pression et qu'elle racontera tout et informera sur le club. Jax décide d'emmener Cherry avec lui, la faisant sortir de prison. Unser proteste mais ne fait rien pour arrêter la fuite. Jax s'approche alors du bureau d'Unser pour chercher des informations et voit Stahl à l'intérieur gémir et sangloter. Il s'avère qu'elle et Hale ont des relations sexuelles. Jax ne peut s'empêcher de rire en s'enfuyant.
Le lendemain matin, Hale et Stahl découvrent que Cherry a disparu. Stahl dit à Hale de ne pas s'inquiéter car elle a plus de preuves pour faire tomber SAMCRO. Elle lui dit qu'il y avait un témoin du meurtre de Hefner qui a identifié deux hommes; elle lui montre deux croquis qui sont des images claires de Bobby et Opie.
À la prison, Otto donne à Stahl un document manuscrit contenant des informations sur un braquage de 1999 impliquant SAMCRO et un certain nombre d'autres chapitres. Il pense clairement que cela satisfera son accord avec Stahl et ne sera pas si dommageable que quiconque chez SAMCRO aura des ennuis. Il ne se rend pas compte que Stahl utilisera ces informations pour satisfaire à la loi sur le complot RICO. Stahl dit à Otto qu'elle fera taper les informations pour sa signature. Dans le cadre de l'accord, Stahl donne à Otto et Luann dix minutes seuls l'un avec l'autre, mais dit à Otto que les caméras seront allumées. Luann murmure à l'oreille d'Otto que l'ATF utilise la loi RICO. Otto se rend compte de son erreur en donnant l'information à Stahl mais dit à Luann qu'il a tout couvert.

### Épisode 11:Le Piège
«  Capybara (Sons of Anarchy) » redirige ici. Pour les autres significations, voir Capybara (homonymie).
- États-Unis : 12 novembre 2008 sur FX
- France : 18 décembre 2009 sur M6
- Québec : 26 mars 2013 sur AddikTV

- États-Unis : 2,22 millions de téléspectateurs
- France : 1,63 million de téléspectateurs[13]

Clay reçoit un appel téléphonique au club-house de Rosen , l'avocat du club. Rosen dit que Luann a été innocenté de toutes les accusations, mais Otto a des ennuis après avoir agressé Stahl en prison. Clay le dit au reste des hommes, et ils rient d'Otto frappant Stahl. Au moment où ils commencent à célébrer, cependant, le club-house est attaqué par l' ATF . Les agents de l'ATF mettent tout le monde à terre et placent Bobby menotté. Il est informé qu'il est en état d'arrestation pour le meurtre de Brenan Hefner . Clay dit à Bobby qu'il appellera Rosen et que tout ira bien. Gemma crache en direction de Stahl et Stahl lui donne un coup de pied dans le ventre.
Après le raid, le reste de SAMCRO tient une réunion et Clay les informe que Bobby est détenu à la prison d'État de Stockton et que l'ATF a un témoin oculaire du meurtre. Ils remarquent qu'Opie est le seul membre du club qui n'est pas présent, et Juice essaie, et échoue, de le contacter. Tig laisse entendre qu'Opie est devenu un informateur, et Jax et Piney le défient avec colère. Jax part et se rend chez Opie pour constater que personne n'est à la maison. Il utilise une clé sous le paillasson et entre à l'intérieur, où il découvre la carte de contact de Stahl sur la table. Jax pense que la théorie de Tig peut avoir du mérite. Jax se rend au poste de police pour parler à Unser, pour découvrir qu'il a été détenu dans une cellule pour corruption.
Pendant ce temps, Wendy rentre de sa cure de désintoxication. Elle découvre que les serrures de ses portes ont été changées, mais accède à son ancienne résidence par la porte arrière. Plus tard, elle rend visite à Abel à l'hôpital et dit à Tara que la semaine prochaine, elle s'enregistrera dans une chambre d'une maison sobre située à Lincoln Village.
Plus tard à l'hôpital, Tara dit à Gemma qu'Abel est presque prêt à être ramené à la maison. Ils conviennent également que Jax n'est pas prêt pour un enfant, mais Gemma assure à Tara qu'elle prendra soin d'Abel.
Jax retourne dans le quartier d'Opie et demande à une voisine si elle sait où est allé Opie. Elle dit qu'Opie et sa famille ont été récupérés en berline vers 2 h 30 la nuit précédente. Ils ont été emmenés de la maison sans menottes. Au club-house, Juice dit à Clay et Tig que quelqu'un a remboursé une grande partie de la dette d'Opie par un virement bancaire fédéral. Ils craignent qu'Opie soit un informateur et que les fédéraux aient payé sa dette en échange de témoignages. Ils craignent qu'Opie ne soit le témoin qui témoignera contre Bobby. Clay dit à Tig et Juice que cette information doit rester entre eux trois. Clay dit qu'ils ne peuvent pas ignorer l'idée que l'ATF pourrait mettre cela en place pour faire croire à SAMCRO qu'Opie est un informateur. Tig est cependant sceptique.
La mère d'Opie, Mary , rend visite à Gemma à l'atelier automobile et lui dit que l'ATF a téléphoné et lui a demandé de venir chercher ses petits-enfants dans un établissement de Stockton. Elle aussi ne sait pas pourquoi Opie et sa famille ont été emmenés. Dans le club-house, Jax raconte à Clay et Tig ce que le voisin lui a dit. Tig est convaincu qu'Opie est un informateur. Tig suggère qu'Opie a été transformé lorsqu'il a été incarcéré, qu'il travaille avec l'ATF depuis sa libération et qu'il est maintenant sous la protection des témoins.
Pendant ce temps à Stockton, Opie est détenu dans une salle d'interrogatoire d'un établissement fédéral qui est utilisé pour faire passer les informateurs à la protection des témoins. Stahl lui dit qu'il n'est pas accusé d'un crime car il n'a pas été identifié positivement par le témoin mais qu'il doit rester là pour sa propre sécurité. Elle lui montre des papiers attestant que sa dette a été remboursée. Il se rend compte que l'ATF essaie en fait de le faire passer pour un informateur. Il lui dit qu'il va être tué. Elle lui dit que c'est une bonne raison d'être témoin contre le SAMCRO.
La famille d'Opie est également détenue dans l'établissement fédéral. Donna et les enfants attendent dans une salle de jeux pour les enfants. Stahl parle à Donna et lui dit qu'Opie a probablement tué un autre homme. Elle veut que Donna convainque Opie d'informer sur SAMCRO. Jax rend visite à Abel à l'hôpital et rencontre Wendy. Elle lui parle du centre de vie sobre et qu'elle reste à l'hôtel jusqu'à ce qu'elle puisse s'enregistrer. Il lui offre les clés de sa maison et dit qu'elle peut y vivre pendant un certain temps. Elle refuse, disant que Gemma ne serait pas contente et que l'hôtel ira bien.
Dans une salle de visite de la prison de Stockton, Stahl rend visite à Bobby et note que Hefner était un fonctionnaire de l'État et que, par conséquent, le bureau du procureur demandera probablement la peine de mort s'il est reconnu coupable. Bobby lui dit qu'il n'a tué personne et que si elle a quelque chose à dire, elle doit parler à son avocat. Stahl dit qu'elle a une déclaration de témoin et demande s'il peut la remettre en question. Elle fait semblant de lire la déclaration sur une page blanche ; bien que Bobby ne puisse pas voir que c'est vide et qu'elle bluffe. La déclaration, cependant, décrit le meurtre exactement comme il s'est produit. Elle dit que le fonctionnaire est sorti de l'appartement, Opie s'est figé et Bobby a dû intervenir et tirer quatre coups à bout portant. Stahl ajoute également que Jax était le guetteur et le chauffeur de l'escapade. Bobby clame son innocence et dit "
Mary va chercher ses petits-enfants à l'établissement et demande à Donna ce qui se passe. Elle lui dit qu'Opie est soupçonné de meurtre. Mary lui dit d'éloigner les enfants d'Opie et de SAMCRO. Donna rappelle à Mary qu'elle a quitté ses enfants et Donna ne fera pas de même. Mary révèle une histoire différente et dit qu'elle a essayé d'éloigner Opie de Piney et SAMCRO, mais Piney a attiré Opie dans SAMCRO quand il avait seize ans. Elle dit à Donna qu'Opie fera de même avec ses enfants, laissant à Donna quelque chose à penser.
Clay et Tig rencontrent Rosen et lui demandent s'il connaît l'identité du témoin qui pourrait aider à condamner Bobby. Rosen leur dit que le bureau du procureur ne divulguera pas l'information. Il leur dit également que l'ATF sait que Jax était impliqué dans le coup. Ils affirment que le témoin n'a pas pu identifier Jax parce qu'il était à l'affût. Leur seule conclusion est qu'Opie est le témoin. Rosen convient que cela ressemble à ça.
Opie est libéré. Alors qu'Opie et Donna partent, Stahl tente de les convaincre à nouveau de témoigner contre SAMRCO. Elle fait appel à Donna et demande quel genre de mère est-elle. Donna dit qu'elle est du genre à ne pas abandonner ses enfants. Il semble que la conversation avec Mary ait eu l'effet inverse. Opie regarde Donna d'un air fier et approbateur.
Au club-house, Jax dit à Clay et Tig qu'il ira chercher Opie et le ramènera, mais il veut l'assurance qu'Opie sera en sécurité. Clay lui dit qu'il aime Opie; bien sûr, il sera en sécurité.

### Épisode 12:Protéger les innocents
- États-Unis : 19 novembre 2008 sur FX
- France : 25 décembre 2009 sur M6
- Québec : 2 avril 2013 sur AddikTV

- États-Unis : 2,46 millions de téléspectateurs
- France : 0,900 million de téléspectateurs[14]

### Épisode 13:Le Vent de la colère
- États-Unis : 26 novembre 2008 sur FX
- France : 1er janvier 2010 sur M6
- Québec : 9 avril 2013 sur AddikTV

- États-Unis : 2,48 millions de téléspectateurs
- France : 1,45 million de téléspectateurs[15]